# Emtithal Mahmoud
Emtithal "Emi" Mahmoud (em árabe: إمتثال "إيمي" محمود; nascida em 1992 ou 1993, em Darfur, no Sudão) é uma poetisa e ativista sudanês-americana, que venceu o campeonato Individual World Poetry Slam de 2015. Em 2018, ela se tornou Embaixadora da Boa Vontade do ACNUR e, nessa qualidade, viajou para campos de refugiados no Quênia, na Grécia e na Jordânia, chamando mais atenção para a situação dos refugiados.

## Vida pregressa
Emi Mahmoud nasceu em Darfur, no Sudão, e se mudou com a família para o Iêmen quando era criança. Ela então se mudou para os Estados Unidos em 1998. Aos sete anos, ela voltou para o Sudão, onde seus pais participaram de um protesto depois que o governo parou de pagar os professores. Ela e seus amigos se esconderam debaixo da cama com medo, e essa experiência a impressionou com o valor da educação. Emi Mahmoud estudou na Julia R. Masterman High School, na Filadélfia, e ganhou uma bolsa Leonore Annenberg, um prêmio que cobre todos os custos por quatro anos em qualquer faculdade nos Estados Unidos. Ela então frequentou a Universidade de Yale, onde estudou antropologia e biologia molecular e se formou em 2016.

## Poesia
Emi Mahmoud teve seu primeiro contato com a poesia falada quando era aluna da Universidade de Yale. Ela se juntou ao ¡Oyé!, um grupo de palavras faladas afiliado ao Centro Cultural Latino do campus, depois ao Yale Slam Team. Em 2013, ela também desempenhou o papel de leitora de poemas em um curta-metragem chamado Haleema.
O poema premiado de Emi Mahmoud em 2015 chamava-se Mama. Esta foi uma homenagem à mãe de Emi Mahmoud, que não pôde estar presente na plateia naquele dia, pois estava no Sudão para o funeral da avó de Emi, falecida no primeiro dia da competição. Emi Mahmoud também dedicou um poema a Alan Kurdi chamado Boy in the Sand. Em 2018, ela publicou um livro de poemas chamado Sisters' Entrance.

## Ativismo
Desde o colegial, Emi Mahmoud também tem sido ativista contra a violência contínua em Darfur, sua cidade natal. Ela estava na lista das 100 mulheres da BBC de "mulheres mais inspiradoras do mundo" em 2015, e foi convidada para uma mesa redonda com o então presidente dos Estados Unidos, Barack Obama, em 2016, quando ele visitou a Sociedade Islâmica de Baltimore.
Em 2017, Emi Mahmoud participou da turnê de palestrantes How to Do Good, apresentando poesia e discutindo seu trabalho de defesa em Nova York (Estados Unidos), Oslo (Noruega), Estocolmo (Suécia), Haia (Holanda), Bruxelas (Bélgica), Paris (França), Londres (Inglaterra) e York (Reino Unido), em 2018. Desde 2014, Emi Mahmoud também defende os direitos dos pacientes com doença falciforme, no Nepal.
Em 2016, foi convidada a recitar um de seus poemas na Assembleia Geral das Nações Unidas, em Nova York. Também em 2016, ela lançou uma campanha no 'Laureates and Leaders Summit', em Nova Delhi, na Índia. No mesmo ano, ela deu uma palestra na conferência TEDMED e também foi a palestrante de abertura de um TEDxTalk no campo de refugiados de Kakuma, no Quênia, em 2018.